# Martin Spitzer

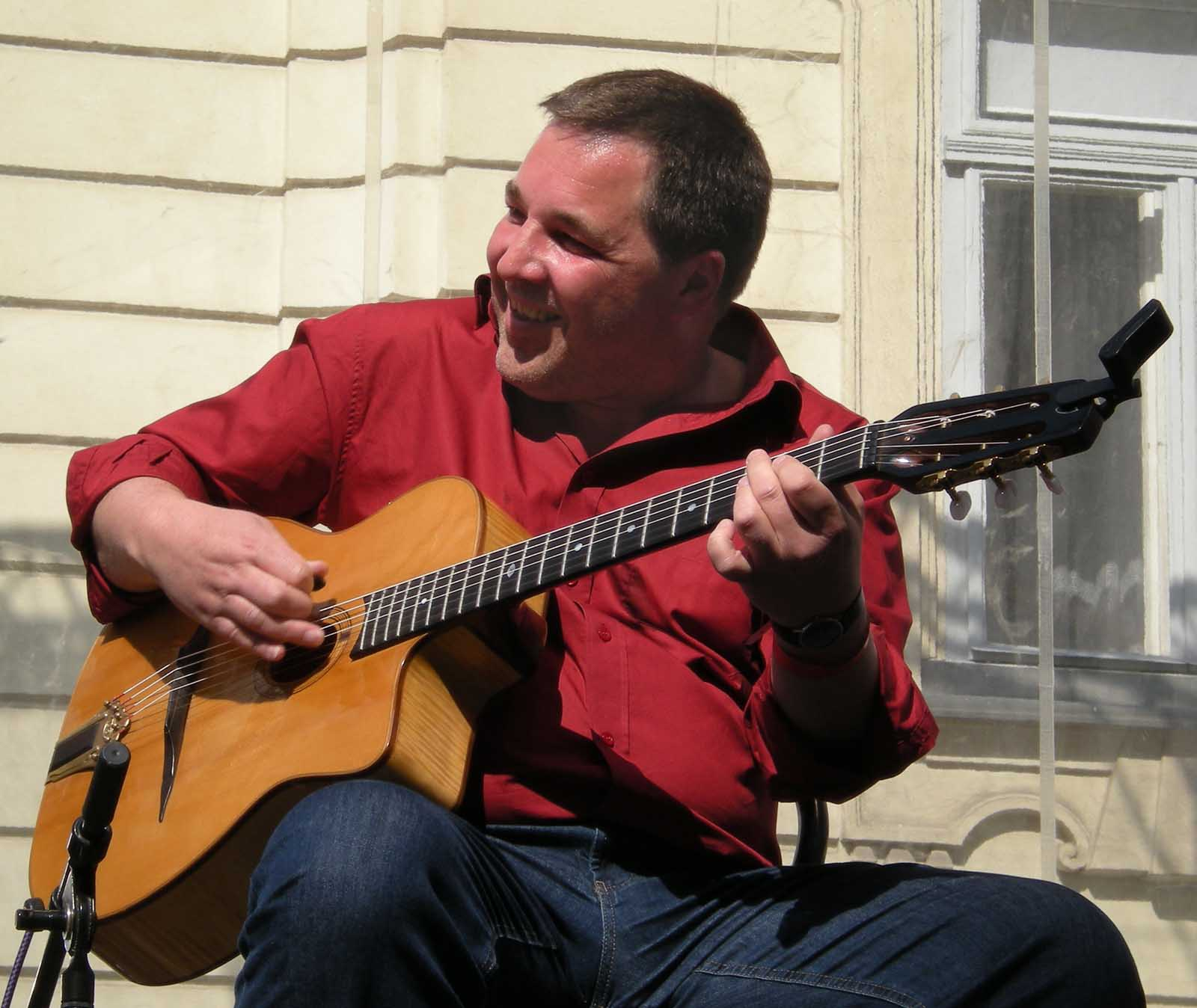
Martin Spizter tijdens een optreden met het trio van Diknu Schneeberger, in 2009.

Martin Spitzer (Wenen, 31 december 1965 – februari 2024) was een Oostenrijkse jazz-gitarist, die hoofdzakelijk bekend staat als gipsy jazz-gitarist, maar ook uitstapjes maakte in de moderne jazz, Latin, funk en soul.
Spitzer was een veelgevraagd sideman, in allerlei formaties en genres. Hij werkte samen met onder meer Greetje Kauffeld, Jeff Clayton, Junior Mance, Hal Singer, Warren Vaché, Red Holloway, Frank Wess, Paul Fields, het kwintet van Herbert Swoboda en Diknu Schneeberger. In 2008 kreeg hij de Hans-Koller-Preis in de categorie 'Sideman van het jaar'.
Hij overleed eind februari 2024.